# Forêt des cèdres du Luberon
La forêt des cèdres du Luberon est située dans le Petit Luberon, qui est la partie occidentale du massif. Elle s'étend sur les communes de Bonnieux, Lacoste et Ménerbes, sur 250 hectares.
Il existe une autre « forêt des cèdres » au nord de la commune de Cabrières-d'Avignon.

## Géographie

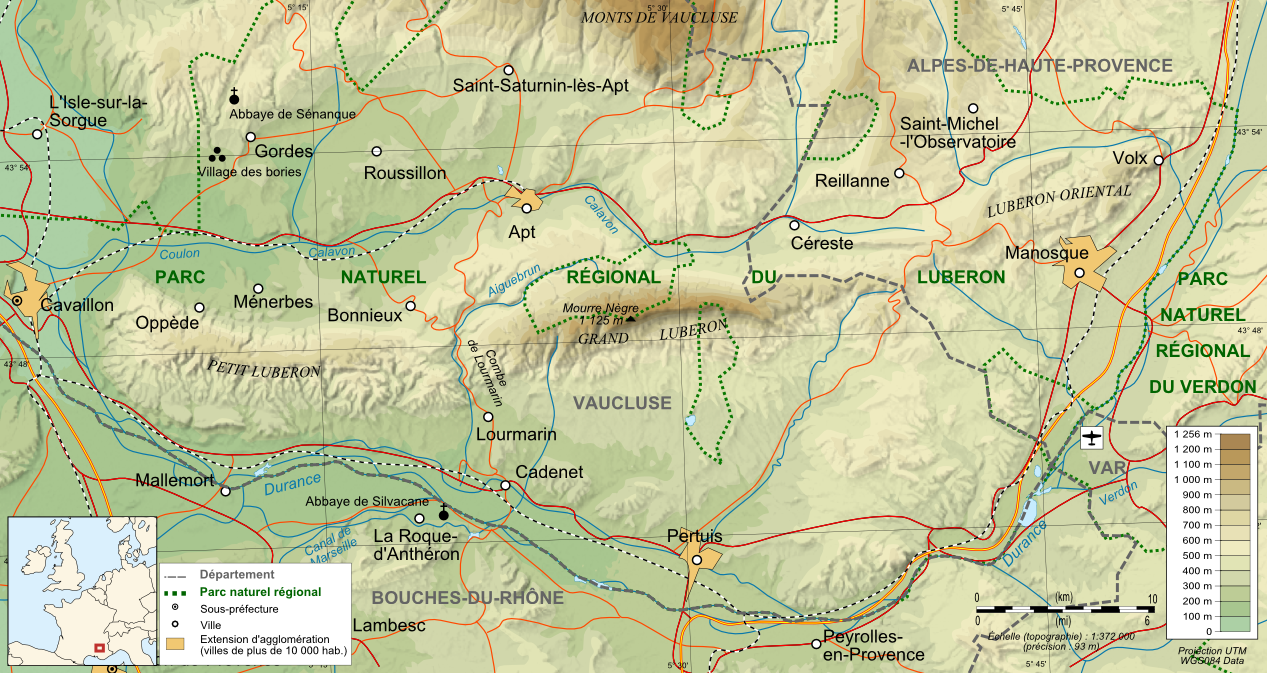
Massif du Luberon

La cédraie s'étend sur environ 250 hectares sur la crête sommitale du massif du Luberon. On y accède depuis Bonnieux en suivant la direction de Lourmarin, par la combe de Lourmarin. 
À trois kilomètres du parking de la forêt des cèdres se situe La tour Philippe, une construction haute d'une trentaine de mètres, réalisée par un original, Philippe Audibert, à la fin du XIXe siècle qui « voulait voir la mer » depuis le Luberon,,.
Sur place, « L'Arche du Portalas » est visible à 100 mètres à l'ouest du point de vue « le Portalas ».

## Histoire
C'est un vaste replat sommital, où un peuplement de cèdres fut semé à partir de 1861 grâce à des graines récoltées dans l'Atlas algérien, par l'inspecteur des Eaux et Forêts François Tichadou,, associés aux communes de Bonnieux, Lacoste et Ménerbes, qui fournirent la main d'œuvre.
Les premiers arbres arrivés à maturité ont commencé à se reproduire à partir de 1920. Vers 1930, on notait 60 hectares de cèdres. L’extension la plus importante s’est produite après l'incendie de 1952, seul le cœur de la cédraie étant épargné.

## Flore
La crête du petit Luberon était uniquement constituée de grandes pelouses et de bois. Ces pelouses qui constituent un pare-feu servent depuis des siècles de pâturages aux troupeaux de moutons qui, en retour, apportent la fumure.
L'introduction de cèdres de l'Atlas (Cedrus atlantica) a été une remarquable réussite. Ces derniers se sont répandus naturellement, surtout vers le versant nord, moins sec.
La flore est très riche. On trouve entre autres iris nain, joubarbe des toits, scille automnale, inule des montagnes et en abondance le genêt de Villars ou encore plusieurs variétés d'orchidées sauvages comme l’orchis mâle ou l’ophrys de Bertolon qui est une espèce protégée.

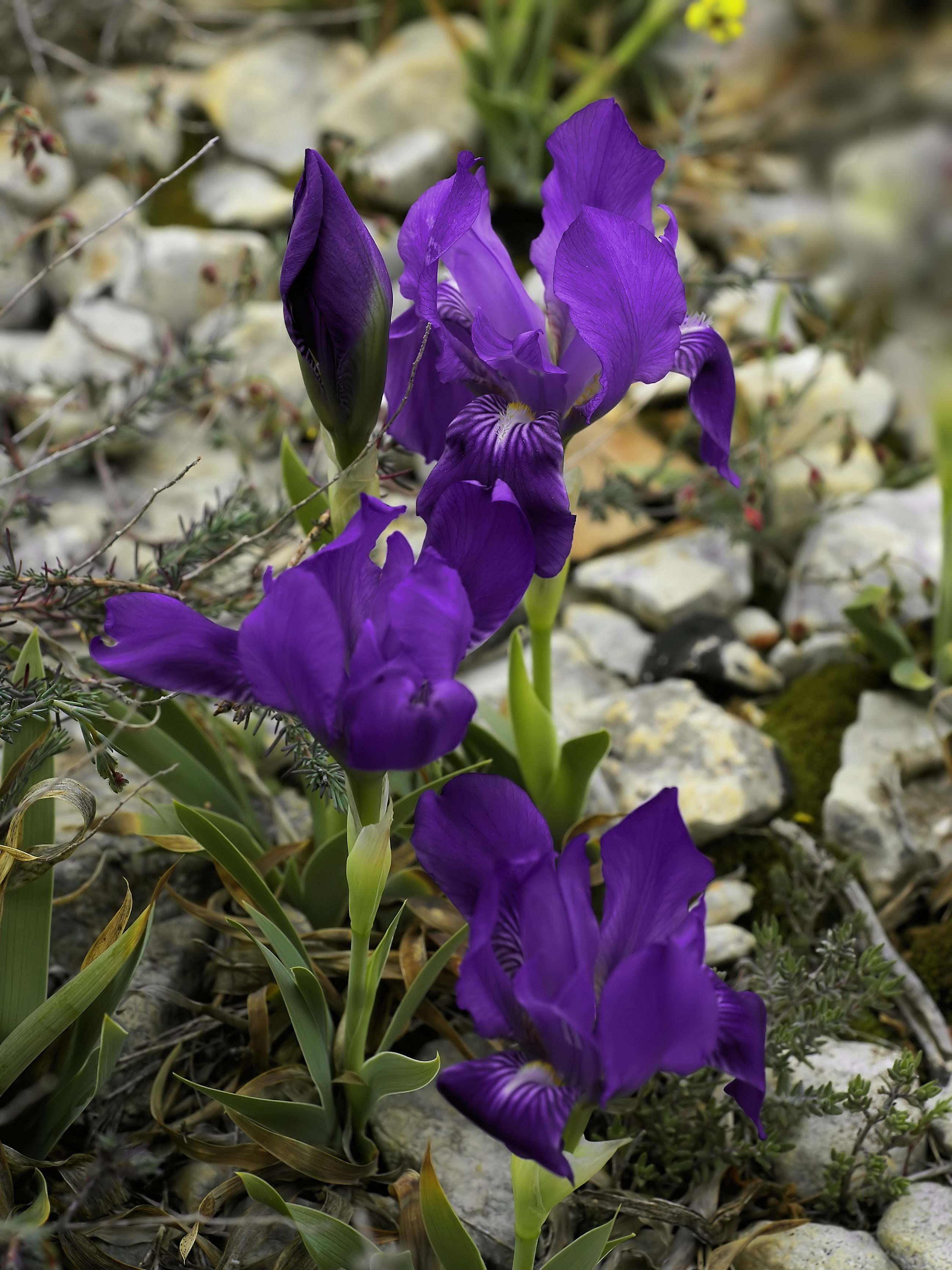
Iris nain violet
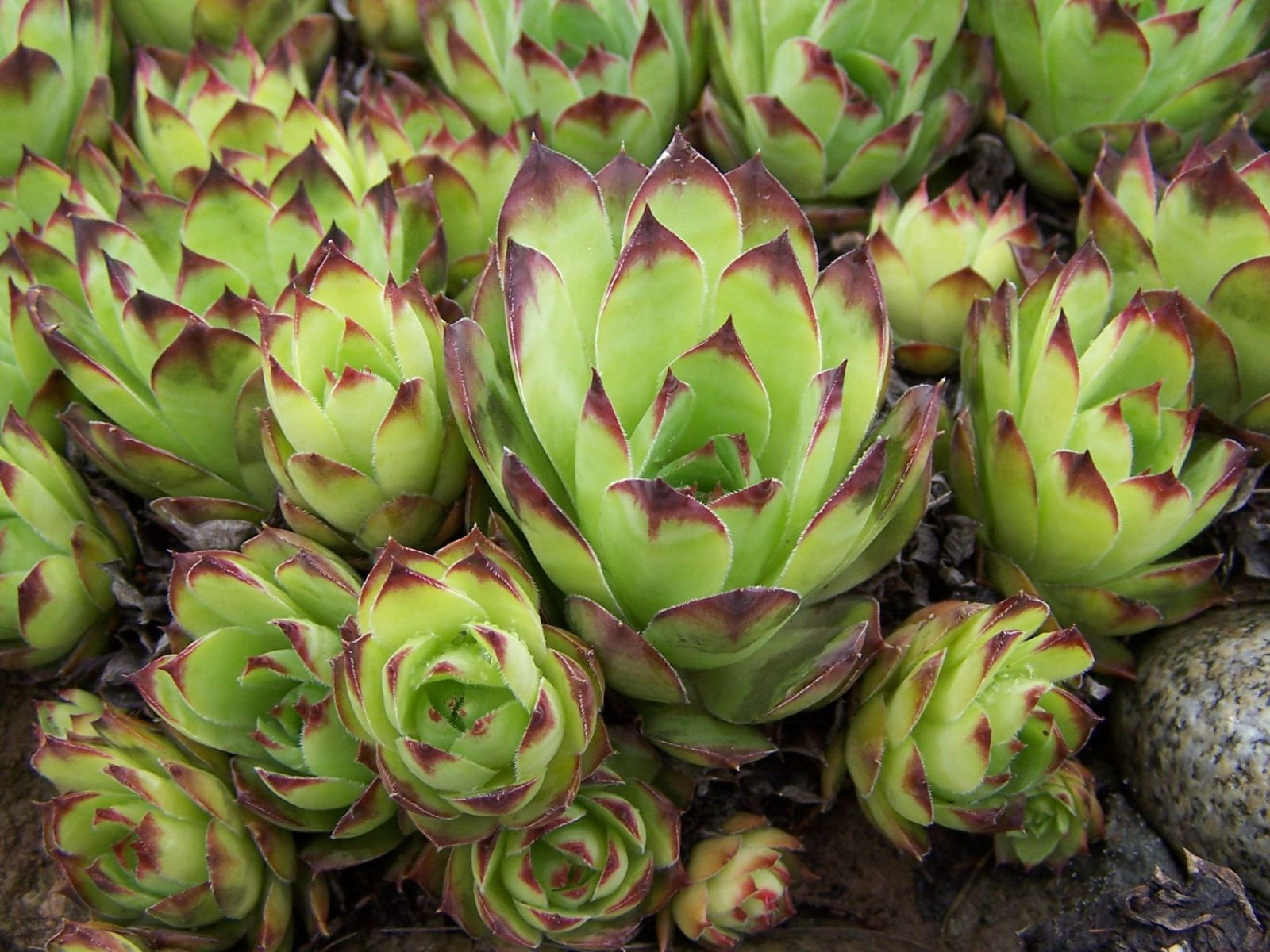
Joubarbe des toits

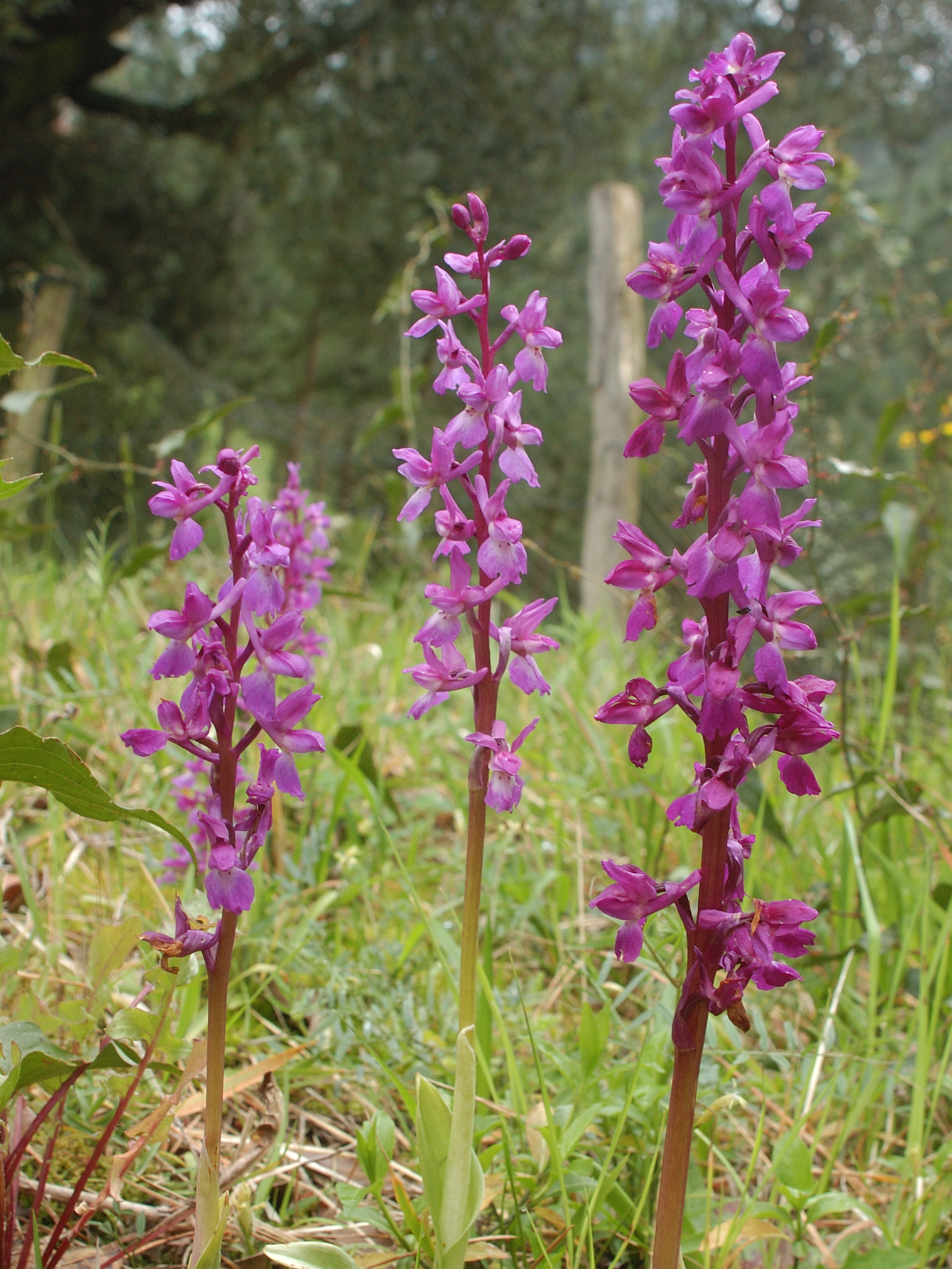
Orchis mâle
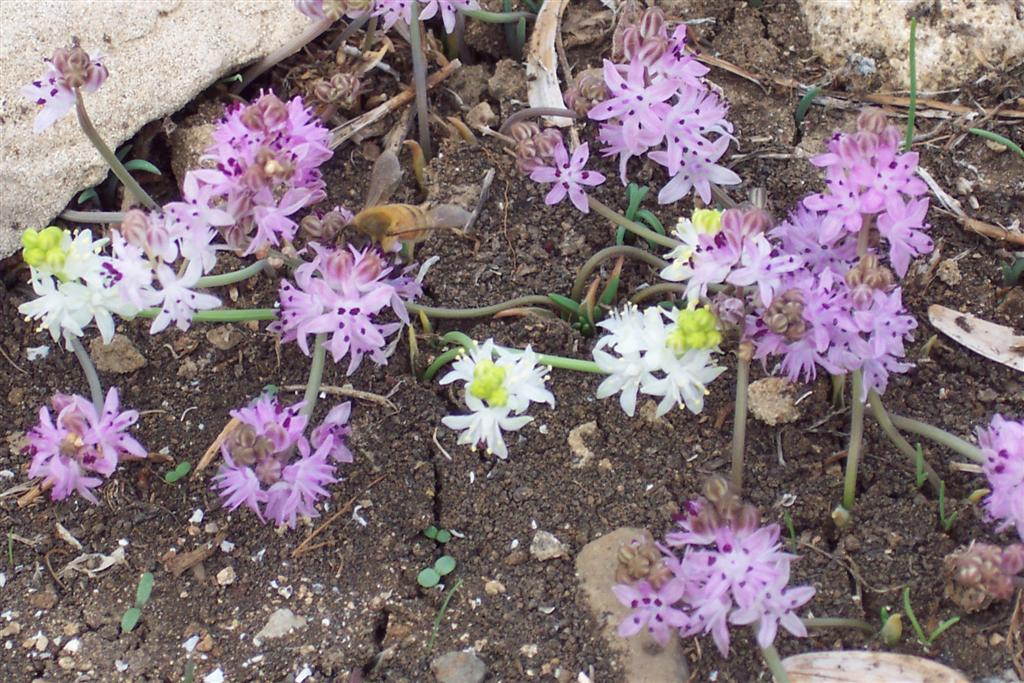
Scille automnale
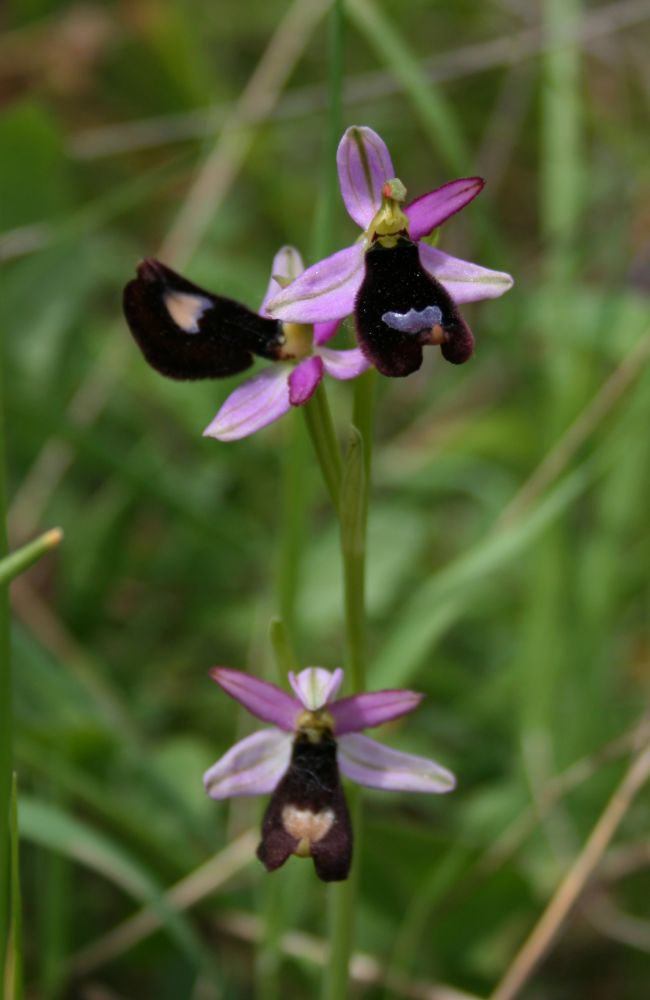
Ophrys de Bertolon

## Faune
La faune est constituée de petits mammifères, comme le lièvre gris, victime de la surchasse, avec quelques martres et fouines, plus abondant sont les sangliers, les renards et les blaireaux, ainsi que le circaète Jean-le-Blanc, rapace dominant. 

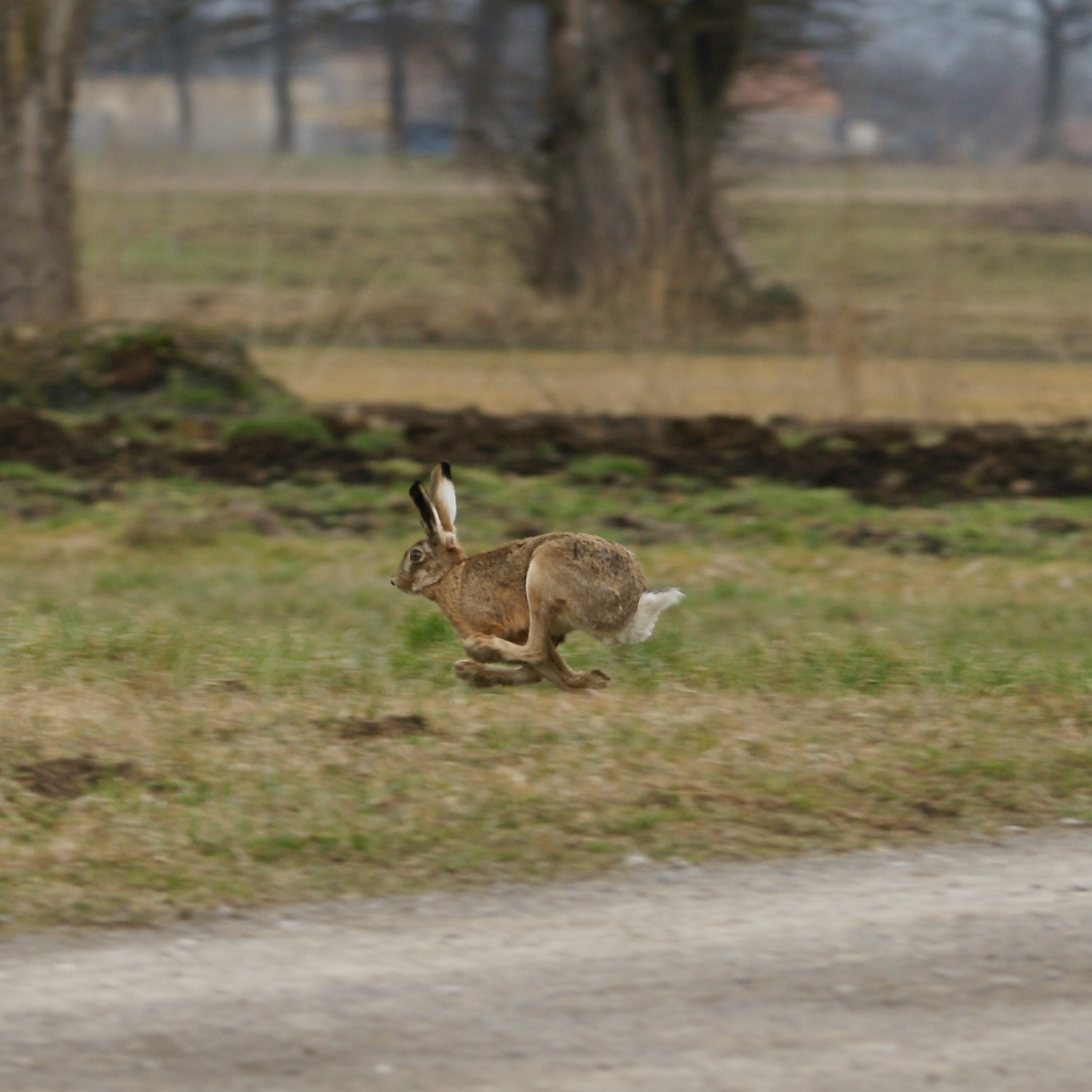
Lièvre gris
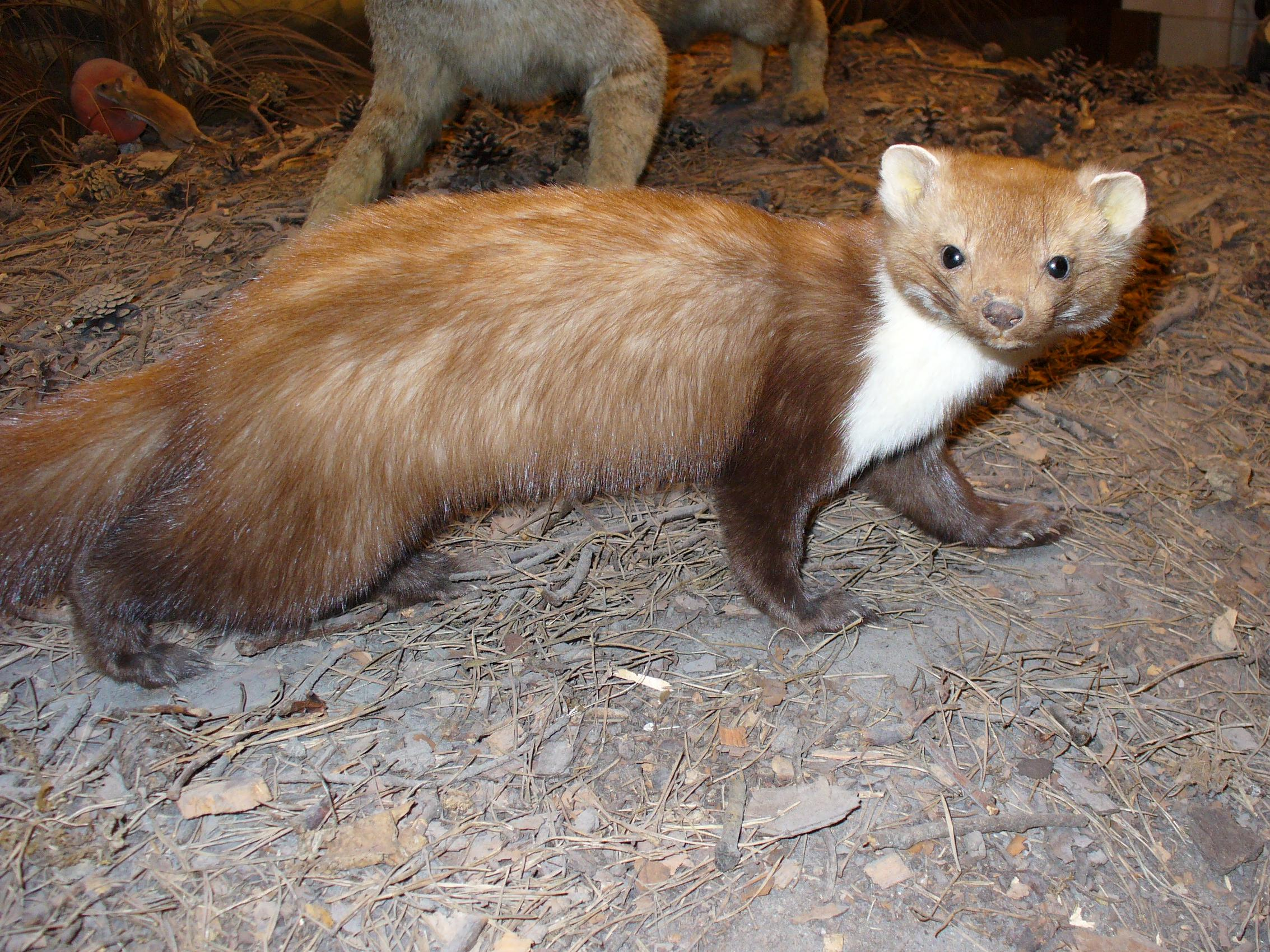
Fouine
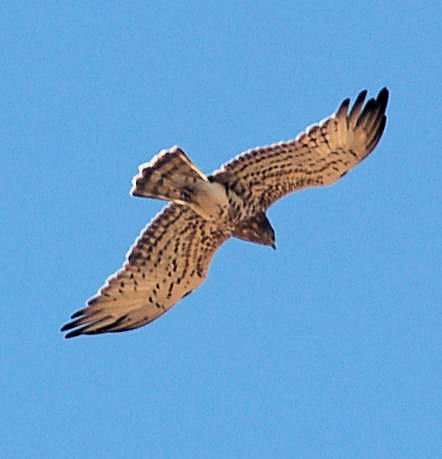
Circaète Jean-le-Blanc en vol
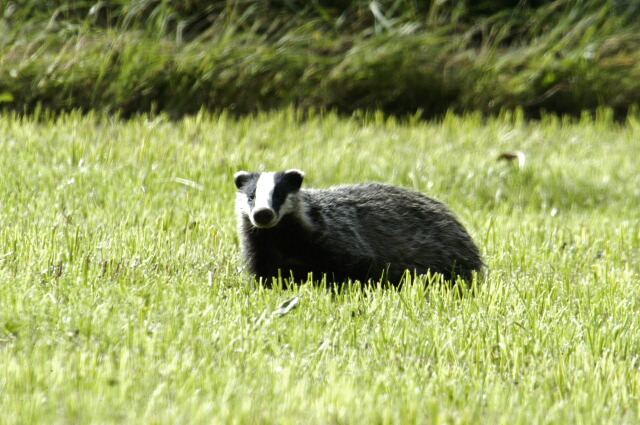
Blaireau
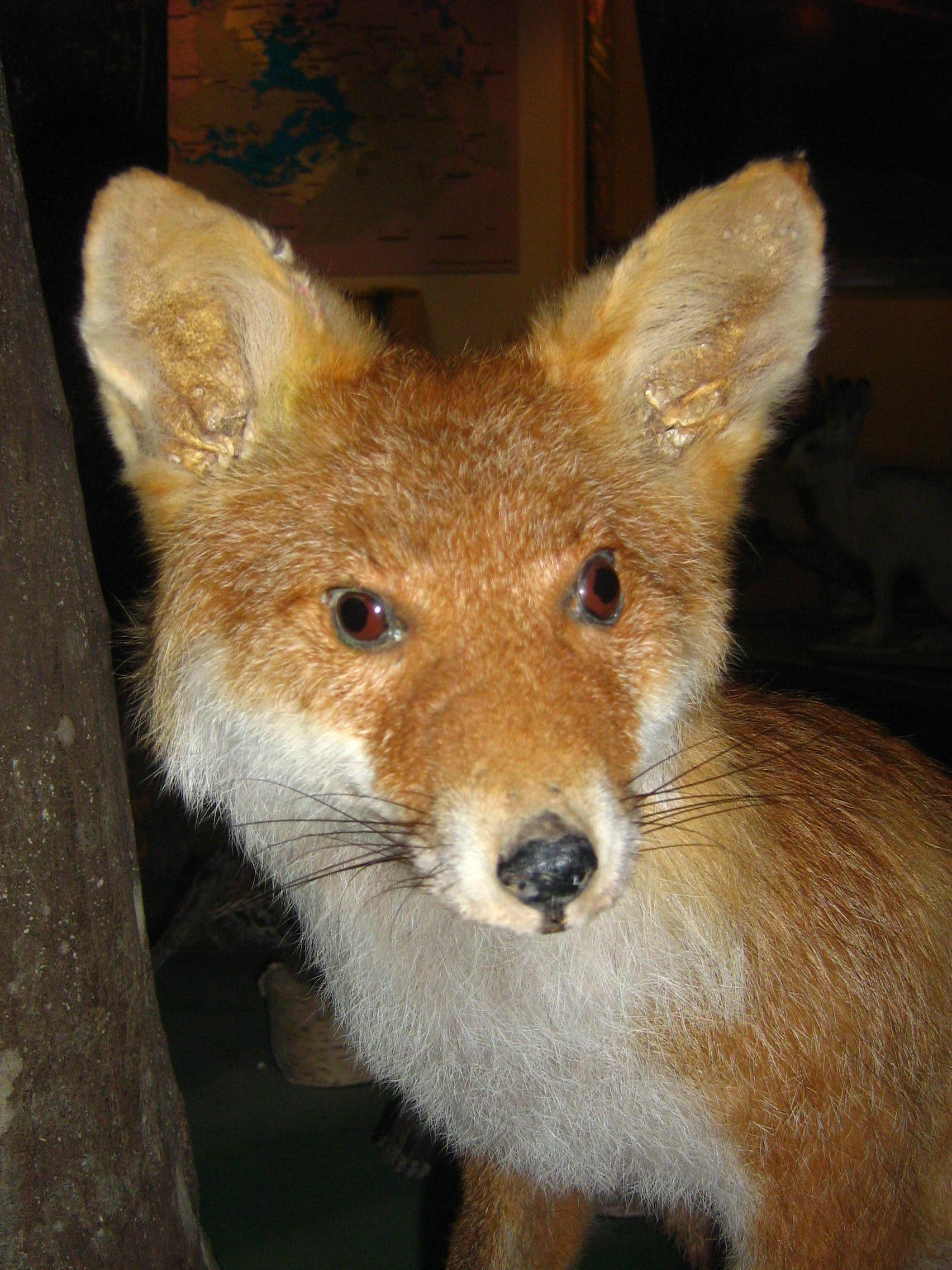
Renard
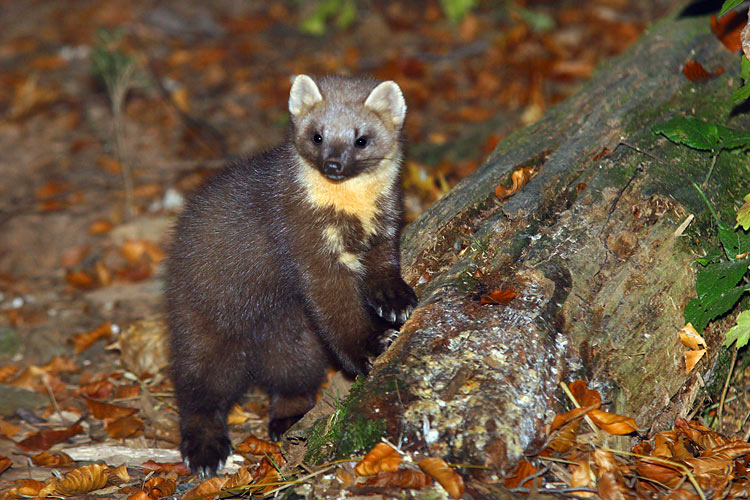
Martre

Se rencontrent aussi, parmi les insectes, le petit scorpion noir, la mante religieuse et le dectique verrucivore ou sauterelle à sabre, des papillons comme l'apollon, le machaon, des oiseaux comme l'alouette lulu, le bruant ortolan, le pipit des arbres, le bec des sapins, le bruant zizi. Le reptile dominant des crêtes est la vipère aspic, prédatrice des insectes et oiseaux.

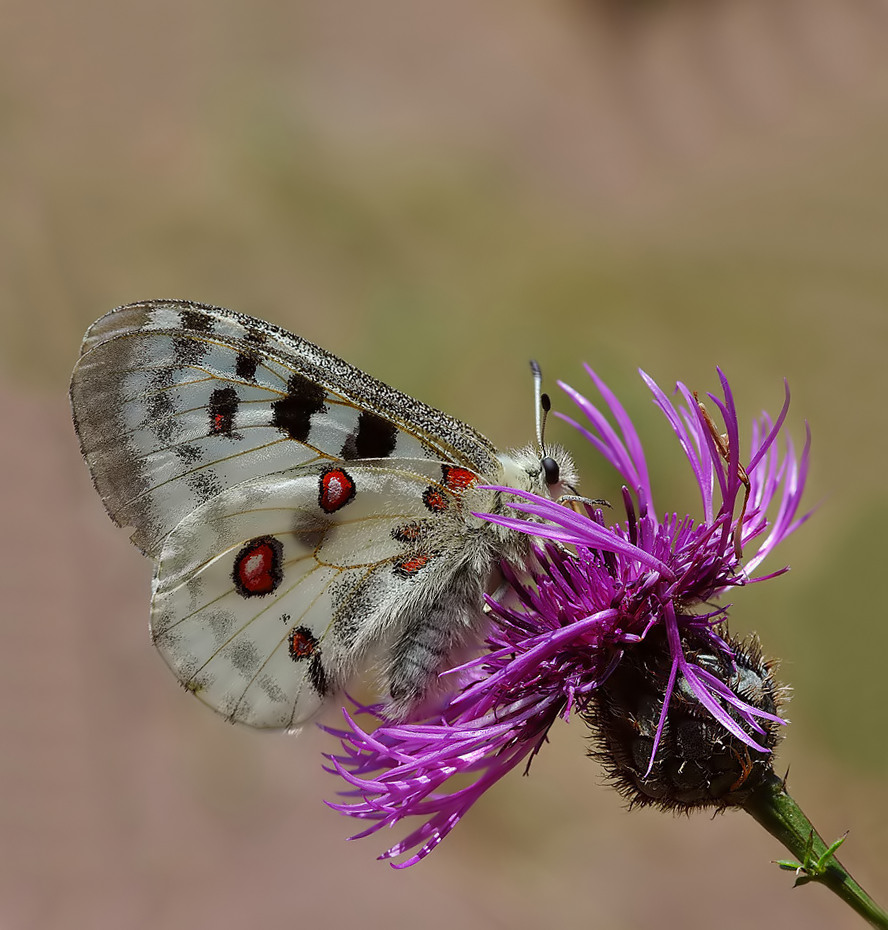
Papillon Apollon
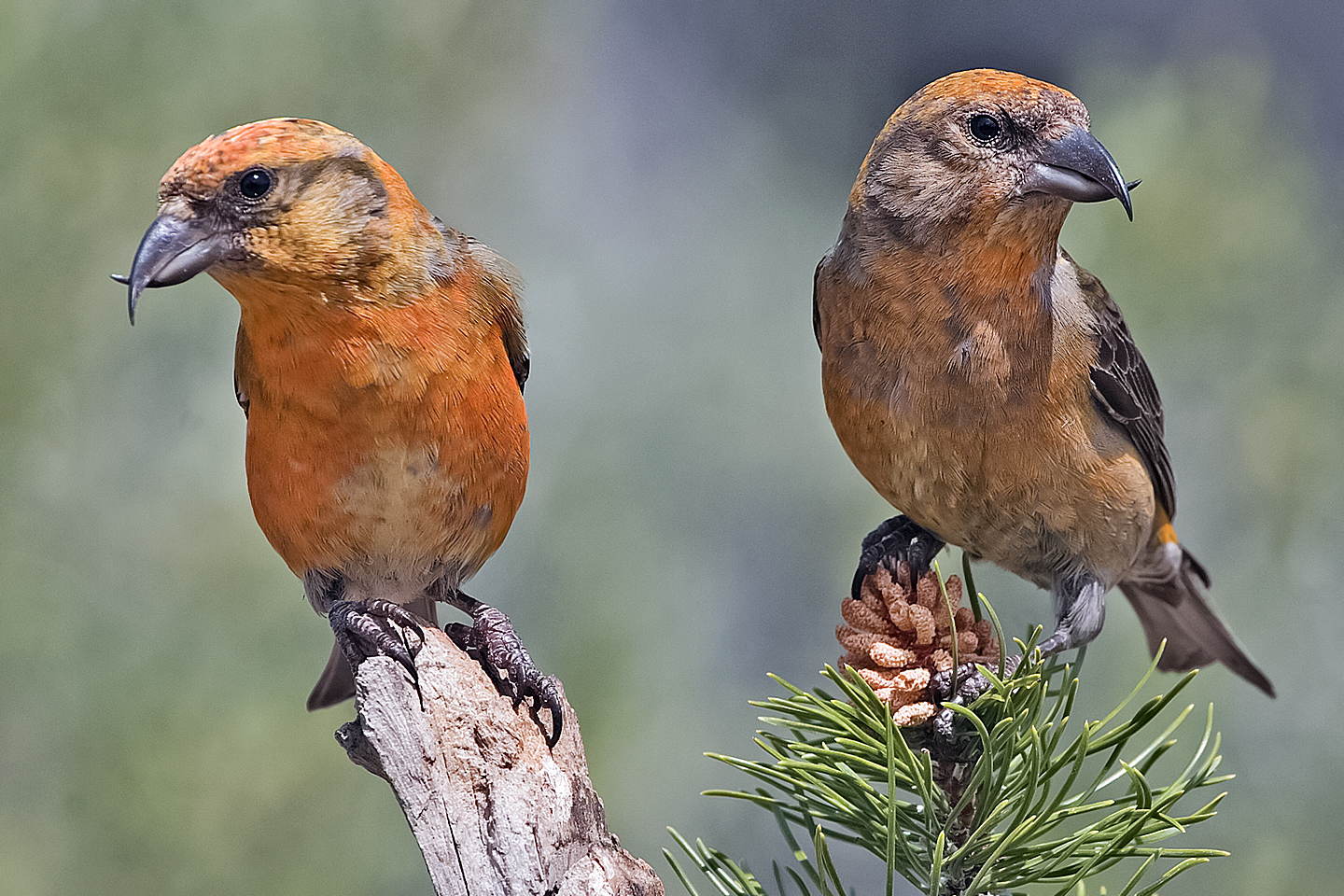
Bec-croisés des sapins
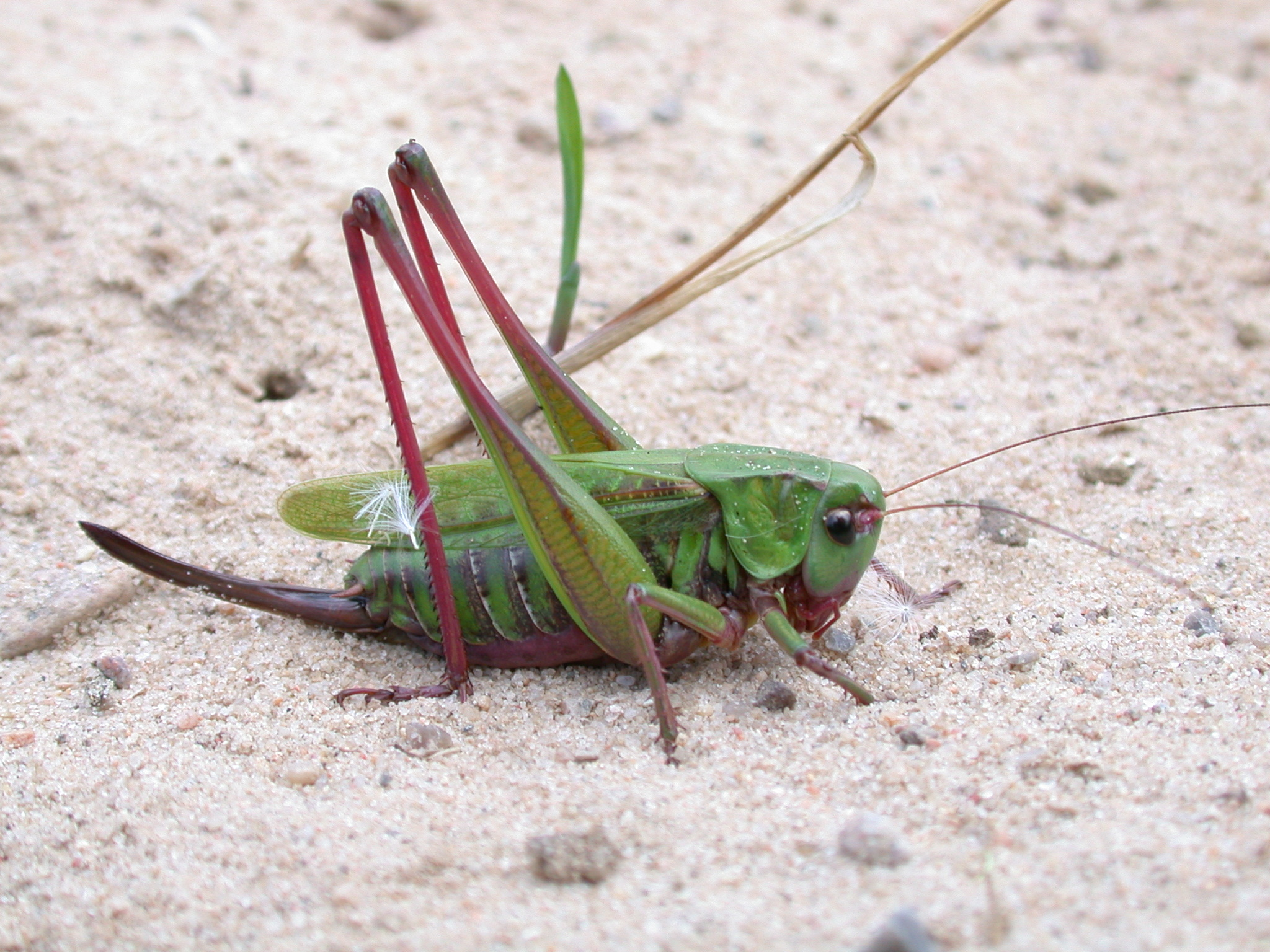
Sauterelle à sabre
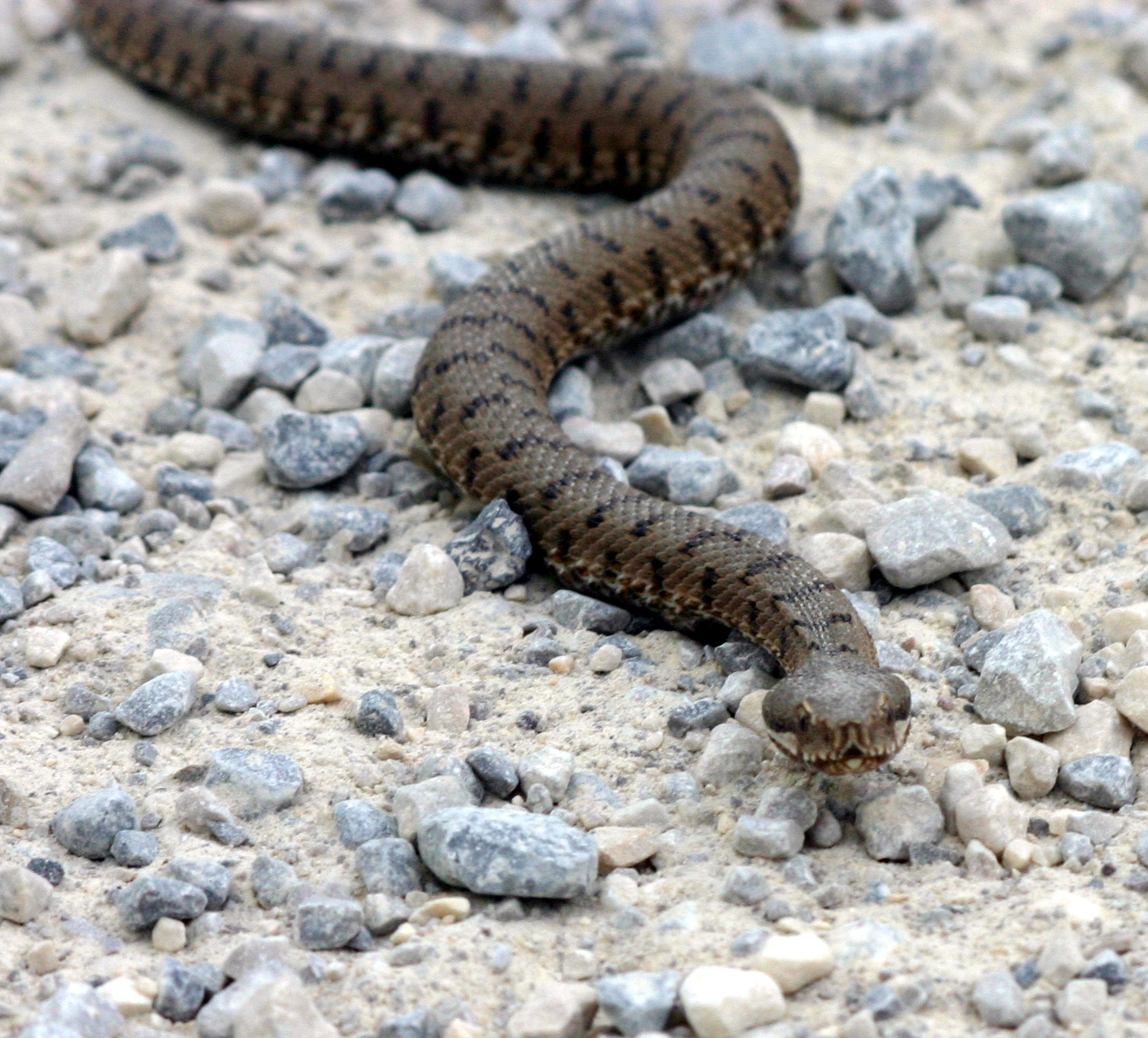
Vipère aspic

## Littérature
Henri Bosco a fait du petit Luberon et de la Durance le décor incontournable de nombre de ses écrits. Jean-Paul Clébert, installé de l'autre côté du versant à Oppède, y a consacré de nombreux livres. Philippe Ragueneau raconte dans plusieurs de ses livres les balades du « chat Moune » dans le Luberon. Peter Mayle, dont le best-seller est Une année en Provence, raconte vu de Ménerbes, sa découverte du petit Luberon, avec ses gens, ses traditions, sa gastronomie et ses vins.

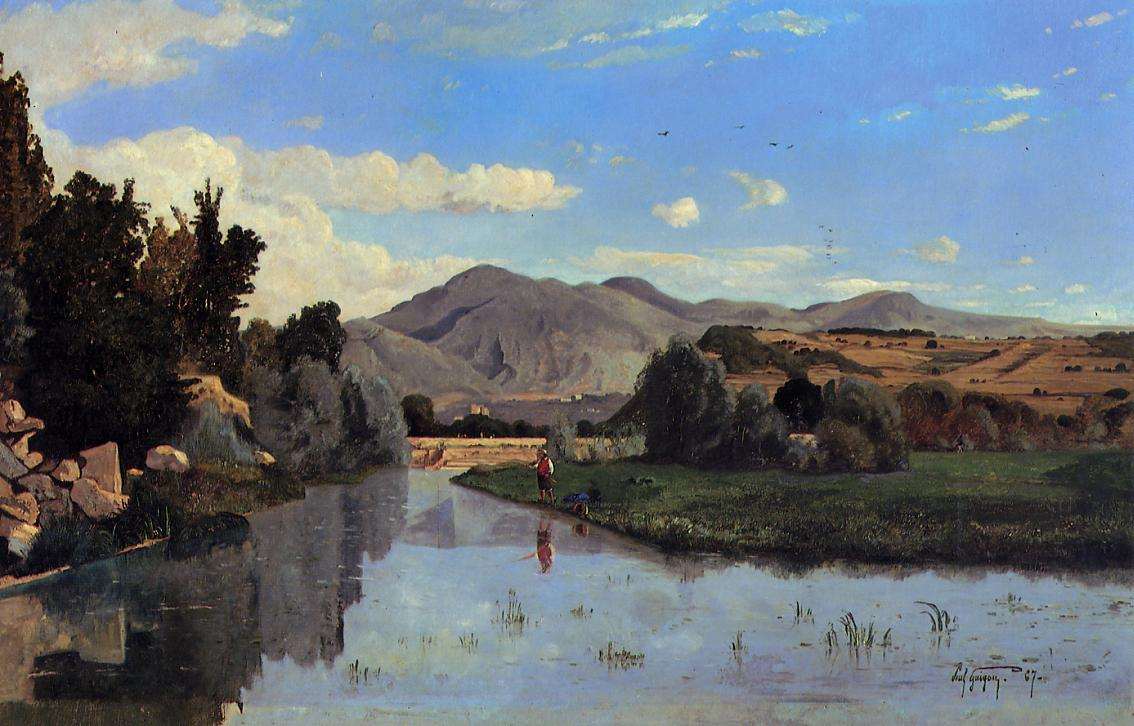
Paul Guigou, L'Aiguebrun dans la combe de Lourmarin, (1867)

## Peinture
Plusieurs maîtres de la peinture ont pris le massif du Luberon comme sujet (de premier plan ou d'arrière-plan) : Paul Guigou, René Seyssaud, André Lhote, Henri Pertus, Serge Fiorio.

## Cinéma
Le massif du petit Luberon a servi de décor à nombre de films et téléfilms, parmi lesquels :
- 1960 : Crésus de Jean Giono
- 1993 : A Year in Provence, série TV de la BBC, adaptée du livre de Peter Mayle Une année en Provence, tournée à Lacoste, Ménerbes et Bonnieux
- 2003 : Swimming Pool de François Ozon, tourné principalement à Ménerbes
- 2006 : Une grande année de Ridley Scott, tourné principalement à Bonnieux